# 森脇史登
森脇 史登（もりわき ふみと、1987年8月27日 - ）は、日本の俳優。東京都出身。

## 来歴・人物
東京都練馬区出身。東京都立大泉高等学校中退。
東映アカデミーにて演技を学ぶ。
写真、自転車、ウイスキーなどを好む。

## 主な出演作品

### テレビドラマ
- 重甲ビーファイター（1995年、テレビ朝日） - 26話
- 蒲生邸事件（1998年、NHK）
- ズッコケ三人組（1999年、NHK教育テレビ） - 高橋 役
- 柳橋慕情（2000年、NHK） - 幸太（少年期） 役
- 大河ドラマ北条時宗（2001年、NHK） - 佐志留 役
- 深夜シリーズドラマ「Pな彼女」第3シリーズ（2002年、TBS系）
- TOYD（2002年、WOWOW） - 桂木充 役
- ドラマ30 キッズ・ウォースペシャル〜ざけんなよ〜 （2002年、TBS） - 尾崎 役
- 蝉しぐれ（2003年、NHK） - 牧文四郎（少年期） 役
- ミニモニ。でブレーメンの音楽隊（2004年、NHK） - 笛吹進 役
- 偽りの花園（2006年、東海テレビ） - 曽我裕之 役
- パートタイム裁判官2（2007年、TBS） - 横山浩之 役
- 大河ドラマ 風林火山（2007年、NHK） - 真田信綱 役
- 坂の上の雲 （2009年11月29日 - 2011年12月25日、NHK） - 高浜虚子 役
- 水戸黄門第43部（2011年、TBS / C.A.L） - 丈太郎 役
- 陽だまりの樹（2012年、NHK BSプレミアム） - 権十 役

### 映画
- オサムの朝（あした）（1999年、東映） - オサム 役
- 死国（1999年、東宝） - 秋沢文也（少年期） 役
- DEAD OR ALIVE 2 逃亡者（2000年、大映） - シュウ（少年期） 役
- 突入せよ! あさま山荘事件 （2002年、アスミック・エース / 東映）
- 走れ!ケッタマシン〜ウエディング狂騒曲〜（2002年） - 谷川猛 役
- 仔犬ダンの物語（2002年12月14日公開、東映） - 森下和哉 役
- ベースボールキッズ（2003年） - 高洲 役
- 戦国自衛隊1549（2005年6月11日公開、東宝） - 織田信長 役
- 男たちの大和/YAMATO（2005年、東映）
- 彼岸島（2010年、ワーナー・ブラザース） - ポン 役

### ミュージックビデオ
- 青春の雨 / ONE☆DRAFT（2008年8月）

### Webドラマ
- 愛車探偵社 ココロにガソリンを注ぐ[1]（2013年 - ） - 高山元春 役